# جالیکیو
جالیکیو (به ایتالیایی: Gallicchio) یک کومونه در ایتالیا است که در استان پوتنزا واقع شده‌است.

## خصوصیات
جالیکیو ۲۳ کیلومترمربع مساحت و ۹۰۷ نفر جمعیت دارد و ۷۳۰ متر بالاتر از سطح دریا واقع شده‌است.